# آبردین پروو گراوند (مریلند)
آبردین پروو گراوند (به انگلیسی: Aberdeen Proving Ground) شهری در ایالت مریلند کشور ایالات متحده آمریکا است که جمعیت آن در سرشماری سال ۲۰۱۰ میلادی، ۲٬۰۹۳ نفر بوده‌است.